# Gorgonzola (Milán)
Gorgonzola je italská obec v metropolitním městě Milán v oblasti Lombardie.
K prosinci 2021 zde žilo 20 516 obyvatel.

## Sousední obce
Bellinzago Lombardo, Bussero, Cassina de' Pecchi, Gessate, Melzo, Pessano con Bornago, Pozzuolo Martesana